# Distretto di Ščastja
Il distretto di Ščastja (in ucraino Щастинський район?, Ščastyns'kij rajon) è un distretto nell'oblast' di Luhans'k in Ucraina. Il suo centro amministrativo è la città di  Ščastja. Ha una popolazione di 77 615 abitanti.
È stato creato nel luglio 2020 nell'ambito della riforma delle divisioni amministrative dell'Ucraina.
L'area del distretto è controllata dalla Repubblica Popolare di Lugansk, che continua a utilizzare le vecchie divisioni amministrative dell'Ucraina precedenti al 2020.